# 魯丕
魯丕（37年—111年），字叔陵，扶风郡平陵县（今陕西咸阳西北）人，中国東漢經學家，魯恭的弟弟。
魯丕深沉好学，孜孜不倦，杜絕交遊，不答候問之禮。兼通《五经》，教授《鲁诗》、《尚书》，号称当世名儒。开始爲郡督郵功曹，汉章帝建初元年（76年）举贤良方正，以对策高第除议郎。转任新野县令。政绩为当州第一，擢拜青州刺史，因事下獄免官。後復徵拜趙相，门生就学者常百余人，当时称为“五经复兴鲁叔陵”。坚拒赵王干扰学官秩序，受到皇帝嘉奖，特被引见。受贾逵推荐，入说论经，皇帝特加赏赐。历任东郡太守、陈留郡太守，都有政绩。汉安帝时官至侍中、左中郎将，再为三老。永初五年（111年），魯丕七十五岁时，于官任上去世。